# 13113 Williamyeats
13113 Williamyeats eller 1993 RQ5 är en asteroid i huvudbältet som upptäcktes den 15 september 1993 av den belgiske astronomen Eric W. Elst vid La Silla-observatoriet. Den är uppkallad efter poeten William Butler Yeats.
Asteroiden har en diameter på ungefär 9 kilometer.